# Mestrado Profissional em Ensino de História
O Mestrado Profissional em Ensino de História, também conhecido como ProfHistória, é um programa de pós-graduação stricto sensu brasileiro criado em 2013, voltado à formação continuada de professores de história do ensino básico. Integra o Programa de Mestrado Profissional para Qualificação de Professores da Rede Pública de Educação Básica (PROHEB) e é o maior programa de Pós-Graduação em história do Brasil.
O ProfHistória ocorre em nível nacional, sendo reconhecido pela Coordenação de Aperfeiçoamento de Pessoal de Nível Superior (CAPES) e pelo Ministério da Educação (MEC), com nota 4. É coordenado pela Universidade Ferderal do Rio de Janeiro e oferecido por outras 39 universidades. Seu principal objetivo é promover a formação continuada de professores de história do ensino básico e, consequentemente, melhorar a qualidade do ensino de história no Brasil. Estão aptos a participar do programa historiadores com diploma de licenciatura em história que estejam lecionando em qualquer ano do ensino básico.
O programa surgiu em um contexto de crise dos cursos de licenciatura e concomitante questionamento das possibilidades de atuação de historiadoras e historiadores para além da sala de aula e a formação para além dos cursos acadêmicos de pós-graduação, caracterizados por grandes concorrências e difícil acesso. Desta forma, é tido como um modo de dar vazão à necessidade de maior capacitação e empregabilidade para profissionais formados em história no Brasil, ao mesmo tempo em que busca valorizar o Ensino Básico e os historiadores que nele atuam como professores a partir da formação continuada e o desenvolvimento de novas metodologias de ensino.  Por conta de seu caráter voltado à prática de ensino, os trabalhos finais desenvolvidos pelos alunos do programa têm fins didáticos, podendo ser materiais didáticos ancorados em sites, podcasts e outros tipos de mídia.
O acesso ao programa é feito através do Exame Nacional de Acesso ao ProfHistória. O processo seletivo é composto de duas provas, uma com 20 questões de múltipla escolha, valendo 0,40 pontos e outra composta por uma questão discursiva, valendo 0,60 pontos. A média final é o resultado da soma das multiplicações da nota da prova objetiva por 0,40 e da prova discursiva por 0,60. As questões que os candidatos devem responder estão relacionadas a discussões teórico-metodológicas sobre a história de maneira geral e o ensino de história em específico.